# Tevita Lavemaau
Tevita Lavemaau es un contador y político tongano, que se desempeñó como ministro de Finanzas y Planificación Nacional, y ministro de Hacienda y Aduanas. 

## Educación
Lavemaau posee un bachiller universitario en letras, además de un Máster en Gestión Financiera, Contabilidad y Finanzas.

## Carrera política
Fue elegido Representante Popular por 'Eua 11 en las elecciones generales de 2014 y fue designado Ministro de Hacienda y Aduanas. Tras la renuncia de ʻAisake Eke en marzo de 2017, fue nombrado ministro de Finanzas y Planificación Nacional.
En septiembre de 2017, fue cesado de su cargo, junto al vice primer ministro Siaosi Sovaleni acusado de "deslealtad", al apoyar la decisión del rey Tupou VI de destituir al primer ministro, disolver la Asamblea Legislativa y convocar nuevas elecciones. Fue reelegido en las elecciones de 2017.
En 2019, tras la muerte de ʻAkilisi Pōhiva, fue convocado a formar parte del gabinete de Pōhiva Tu'i'onetoa, como ministro de Finanzas y Planificación Nacional, y ministro de Hacienda y Aduanas.